# Sabina von Brandenburg-Ansbach

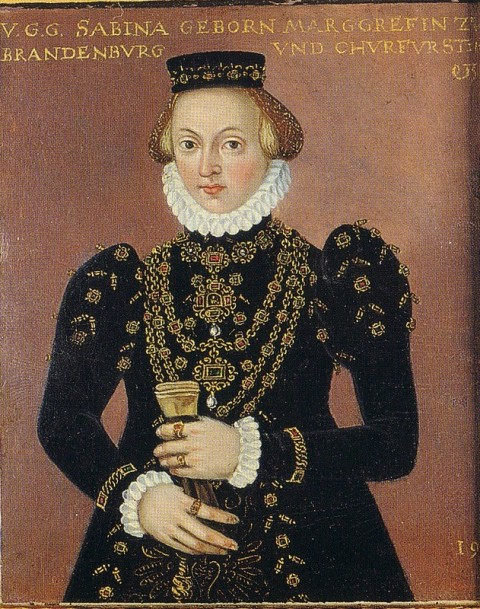
Sabine von Brandenburg-Ansbach, Kurfürstin von Brandenburg

Sabine von Brandenburg-Ansbach (* 12. Mai 1529 in Ansbach; † 2. November 1575 in Berlin) war eine Prinzessin von Brandenburg-Ansbach und durch Heirat Kurfürstin von Brandenburg.

## Leben
Sabine war eine Tochter des Markgrafen Georg von Brandenburg-Ansbach (1484–1543) aus dessen zweiter Ehe mit Hedwig (1508–1531), Tochter des Herzogs Karls I. von Münsterberg. Die Prinzessin wurde im lutherischen Glauben von ihrer Stiefmutter Aemilia von Sachsen erzogen.
Sabine heiratete am 12. Februar 1548 in Ansbach Kurfürst Johann Georg von Brandenburg (1525–1598). Dessen erste Gemahlin Sophia von Liegnitz war eine Cousine von Sabine. Am Tag vor der Vermählung hatte sie feierlich auf ihr etwaiges väterliches Erbe verzichtet. Als Wittum wurde Sabine Amt, Stadt und Schloss Plauen verschrieben. Da Plauen, wie alle brandenburgischen Ämter, nicht schuldenfrei war, war die Entschädigung Sabines für ihre 12.000 Gulden Mitgift Bestandteil längerer Verhandlungen, die dazu führten, dass Sabine auch Amt und Kloster Spandau in Aussicht gestellt wurden.
Die 23-jährige Kurprinzenzeit Johann Georgs verbrachte das Paar auf verschiedenen Schlössern der Mark. Eigentliche Residenz der Familie war aber Schloss Zechlin bei Wittstock, wo sich Sabine neben ihren eigenen Kindern auch um ihren Stiefsohn, den nachmaligen Kurfürsten Joachim Friedrich kümmerte. Sabines haushälterisches Wirtschaften führte in Zechlin zu zeitweiligem Wohlstand.
Seit 1571 an der Seite ihres Mannes brandenburgische Kurfürstin hatte Sabine Einfluss auf religiöse Angelegenheiten und galt als Förderin von Kirchen und Schulen. Sabina unterstützte Kranke und Arme und hatte dabei regelmäßige persönliche Kontakte mit dem Arzt Leonhard Thurneysser. Sabina wurde im Berliner Dom bestattet.

## Nachkommen
Aus ihrer Ehe hatte Sabine folgende Kinder:
- Georg Albrecht (1555–1557)
- Erdmuthe (1561–1623)

⚭ 1577  Herzog Johann Friedrich von Pommern-Stettin (1542–1600)
- Anna Maria (1567–1618)

⚭ 1581 Herzog Barnim X. von Pommern (1549–1603)
- Sophie (1568–1622)

⚭ 1582 Kurfürst Christian I. von Sachsen (1560–1591)
Zwei weitere Prinzen und fünf Prinzessinnen dieser Ehe starben im Kindesalter.